# Jezioro Skickie
Jezioro Skickie – jezioro w woj. wielkopolskim, w powiecie złotowskim, w gminie Złotów, leżące na terenie Pojezierza Południowokrajeńskiego. Przez jezioro przepływa Skicka Struga.

## Dane morfometryczne
Powierzchnia zwierciadła wody według różnych źródeł wynosi od 1,9 ha przez 3,63 ha (lustra wody) do 14,83 ha (ogólna).
Zwierciadło wody położone jest na wysokości 105,5 m n.p.m.